# 60-річчя визволення України
60-річчя визволення України - святкування у Києві, Україна, 27–28 жовтня 2004 р. З нагоди 60-ї річниці визволення України від німецько-нацистських загарбників. Свято було приурочено до виборів президента України в 2004 році, які відбулись через тиждень. Це був перший випадок святкування річниці після здобуття Україною незалежності.

## Події 27 жовтня

### Ювілейний парад
Великий військовий парад відбувся на Майдані Незалежності за участі Київського гарнізону Збройних Сил України, а також Внутрішніх військ України. Він відбувся у тому самому форматі, що і щорічний Парад на День Незалежності України, включаючи традиційну церемонію підняття прапора на мелодію «Ще не вмерла Україна». Інспекцією параду були генерал армії України міністр оборони Олександр Кузьмук та генерал армії Іван Герасимов, ветеран Другої світової війни. Командував парадом головнокомандувач Сухопутних військ України генерал-лейтенант ла Петрук. Історичний марш розпочався, коли на вулицю виїхав танк Т-34 українського виробництва, а за ним пройшли колони військ у стилізованих одностроях піхотинців, танкістів, артилеристів, льотчиків та моряків Червоної Армії, що проходили вздовж Хрещатика. Знамена чотирьох українських, а також 1-го Білоруського фронтів були пронесені вздовж центральної вулиці Києва. Ветерани радянського наступу (багато з яких були Героями Радянського Союзу, Героєм Соціалістичної Праці та носіями Ордена Слави) катались по площі на відкритих кузовах УАЗів, після чого їх посадили на стільці під трибуною, де стояли інші високопоставлені гості. Перед головною трибуною стояв збірний оркестр під керівництвом Юрія Кириченка, який складався з 30 українських військових оркестрів загальною кількістю 1000 осіб. Оскільки в параді брали участь 5000 людей, це означало, що кожен п'ятий учасник був музикантом. Після проходження параду Хрещатиком відбувся концерт тривалістю 40 хвилин, в якому об'єднана група виконувала військові мелодії, такі як Катюша, Синий Платочек та Священная война.

### Інші події
27 жовтня Президент України разом з президентами Білорусі, Росії та Азербайджану поклав вінки до Могили Невідомого солдата в меморіальному комплексі Парку Вічної Слави в Києві. Глави держав взяли участь у святковому заході в Палаці "Україна". Також було домовлено про відвідування Національного музею історії України у Другій світовій війні.
Прапор Перемоги привезли до Києва з Москви поїздом для участі у параді.  З аеропорту Прапор Перемоги перевезли до музею Великої Вітчизняної війни. Увечері 28 жовтня банер був переданий представникам російської делегації, які повернули його до Центрального музею збройних сил у Москві.

## Медаль

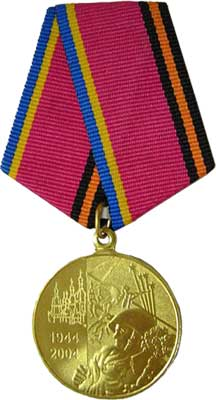
Ювілейна медаль.

Медаллю "60 років визволення України від фашистських загарбників" нагороджували протягом 2004 року. Медаль розробив Віктор Бузало, заступник голови Державної премії та управління геральдики Адміністрації Президента України. Відзнака була встановлена Указом Президента від 17 вересня 2004 р. Президент України нагородив медаллю учасників бойових дій під час Другої світової війни. Ювілейна медаль також була вручена центральними органами виконавчої влади та Радою міністрів Автономної Республіки Крим від імені Президента України. Міністерство закордонних справ України також вручило ювілейну медаль громадянам інших країн.

## Пам’ятна монета
Пам’ятну монету 5 гривень випустив Національний банк України. Монета введена в обіг 27 жовтня 2003 р. На передній частині монети зображена Могила Невідомого солдата, а на аверсі - Дніпро.

## Відвідування сановників
- українські
  - Президент України Леонід Кучма

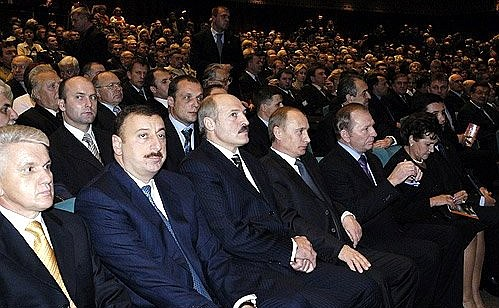
Урочиста подія.

  - Голова Верховної Ради Володимир Литвин
  - Прем'єр-міністр України та кандидат у президенти Віктор Янукович
  - Мер Києва Олександр Омельченко
- російські
  - Президент Володимир Путін[14]
  - Кремлівський керівник апарату Дмитро Медведєв
  - Посол Росії в Україні та колишній прем'єр-міністр Росії Віктор Черномирдін
  - Геннадій Зюганов, перший секретар ЦК Комуністичної партії Російської Федерації, лідер КПРФ у Державній Думі
- інші[15]
  - Президент Білорусі Олександр Лукашенко [16] (який покинув Київ перед парадом)
  - Президент Азербайджану Ільхам Алієв [17]

На урочистості також був запрошений президент Казахстану Нурсултан Назарбаєв.

## Галерея

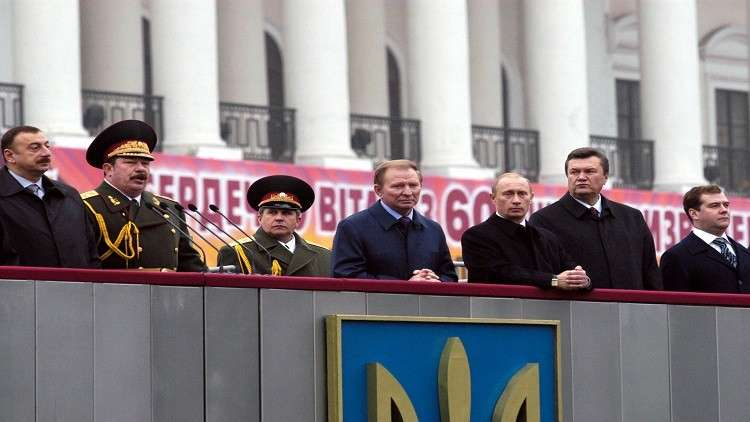
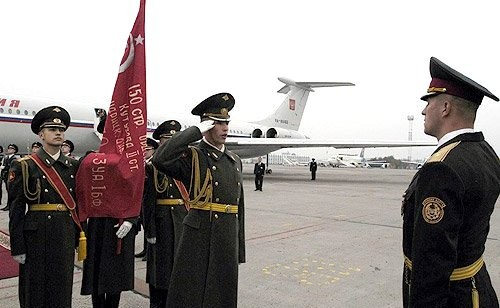
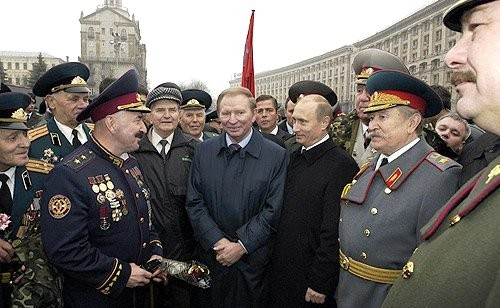
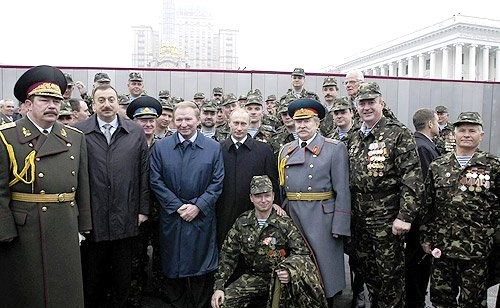

## Зовнішні посилання
- Повні кадри параду. [Архівовано 28 червня 2021 у Wayback Machine.]